# Cotonou VIII
Cotonou VIII è un arrondissement del Benin situato nella città di Cotonou (dipartimento del Litorale) con 40.732 abitanti (dato 2006).